# Haapajärvi (sjö i Joutsa, Mellersta Finland)
Haapajärvi är en sjö i kommunen Joutsa i landskapet Mellersta Finland i Finland. Arean är 41 hektar och strandlinjen är 2,84 kilometer lång. Sjön  ingår i Kymmene älvs huvudavrinningsområde.   Den ligger omkring 41 kilometer söder om Jyväskylä och omkring 200 kilometer norr om Helsingfors. 